# David Vondráček
David Vondráček (4 de agosto de 1986) es un deportista checo que compitió en ciclismo adaptado en la modalidad de ruta. Ganó una medalla de bronce en los Juegos Paralímpicos de Londres 2012 en la prueba de ruta (clase T1-2).

## Palmarés internacional
| Juegos Paralímpicos | Juegos Paralímpicos   | Juegos Paralímpicos | Juegos Paralímpicos |
| Año                 | Lugar                 | Medalla             | Prueba              |
| ------------------- | --------------------- | ------------------- | ------------------- |
| 2012                | Londres (Reino Unido) | Medalla de bronce   | Ruta T1-2 mixto     |